# Munna magnifica
Munna magnifica là một loài chân đều trong họ Munnidae. Loài này được Schultz miêu tả khoa học năm 1964.